# 甘露寺規長
甘露寺 規長（かんろじ のりなが）は、江戸時代中期の公卿。官位は従一位・権大納言。甘露寺家29代当主。

## 経歴
正徳3年（1713年）、万里小路家19代当主・万里小路尚房の子として誕生。母は吉田兼敬の娘。
甘露寺尚長の養子となる。正室は秋月藩主黒田長貞の娘、継室は龍野藩主脇坂安清の娘。薩摩藩5代藩主・島津継豊の正室・浄岸院（竹姫）は従姉にあたる。子に篤長、綾姫（多千姫とも。薩摩藩第8代藩主・島津重豪継室。玉貌院）、千百（佐賀藩主鍋島宗教養女、蓮池藩主鍋島直寛正室）、常子（萩原従言正室）らがいる。
天明3年（1784年）、薨去。

## 系譜
- 父：万里小路尚房
- 母：吉田兼敬の娘
- 養父：甘露寺尚長
- 正室：黒田長貞の娘
  - 女子：綾姫 - 多千姫、玉貌院、薩摩藩8代藩主・島津重豪継室
  - 男子：甘露寺篤長
- 継室：脇坂安清の娘
- 生母不明の子女
  - 女子：千百 - 鍋島宗教養女、鍋島直寛正室、鍋島直温生母
  - 女子：常子 - 萩原従言正室、孫に萩原静子